# Strejke (film)
Strejke (russisk: Стачка, translit.: Statjka) er en sovjetisk dramafilm fra 1925 instrueret af Sergej Eisenstein.
Filmen Strejke er en del af en planlagt serie i syv dele med titlen "På vej mod proletariatets diktatur" og var et fælles samarbejde mellem Teater Proletkult (Театры Пролеткульта, som Eisenstein var direktør for) og filmstudiet Goskino. Som Eisensteins første spillefilm i fuld længde markerede den hans overgang fra teater til biograf. Hans næste film Panserkrydseren Potemkin var en del af den planlagte filmserie.
Filmen er i seks dele og skildrer en strejke i 1903 på en fabrik i det før-revolutionære Rusland og den efterfølgende undertrykkelse af arbejderne. Filmen er bedst kendt for en sekvens mod klimakset, hvor den voldelige nedkæmpelse af strejken illustreres med krydsklipning med en okse, der slagtes. Lignende dyremetaforer bruges gennem hele filmen til at beskrive forskellige individer.
Ved udgivelsen fik Strejke ros fra kritikere, men mange publikummer var forvirrede over dens excentriske stil. Den blev oprindelig kun eksporteret til visning i Tyskland og Østrig, men blev i 1950'erne og 1960'erne "genopdaget" af et vestligt publikum. Den fik dansk biografpremiere i København i Vester Vov Vov den 24. august 1979. Filmen anses i dag som et af Eisensteins mere tilgængelige værker og en stor inspirationskilde for mange af hans samtidige.

## Handling
Filmen begynder med et citat af Vladimir Lenin:

Arbejderklassens styrke er organisation. Uden organisering af masserne er proletariatet intet. Organisation er alt. At være organiseret betyder enhed af handling, enhed af praktisk aktivitet.

Første del - Alt er roligt på fabrikken
Efter citatet fra Lenin begynder filmen med en ny tekst: "Alt er roligt på fabrikken" (На заводе всё спокойно), der herefter afløses af billeder af rygende fabriksskorstene, en smilende fabriksejer, travle funktionærer og produkter på række, men scenen afbrydes af ordet "но" (men), hvorefter der klippes til arbejderne og snurrende maskinerier. Fabrikkens ledelse udspionerer arbejderne og gennemgår en liste over agenter med kodenavne. Stemningen er anspændt med agitatorer og bolsjevikker, der planlægger en strejke forud for den udløsende begivenhed.
Anden del - Årsag til strejke
Et mikrometer til en værdi af 25 rubler, svarende til tre ugers løn er blevet stjålet. En arbejder, Jakov, er anklaget for tyveriet og hænger efterfølgende sig selv. Der opstår optøjer blandt arbejderne og arbejdet indstilles. Arbejderne forlader møllerummet, der stadig kører, og der mødes modstand på fabrikkens støberi. De strejkende kaster sten og metalstykker gennem vinduerne til støberiet. Fabrikkens porte lukkes og arbejderne går mod administrationens kontorer. Arbejderne tvinger portene op og griber en funktionær, der smides i en trillebør og smides ud over en bakke og ned i vandet. Arbejderne spredes.
Tredje del - Fabrikken lukker ned
Tredje del indledes med optagelser af ællinger, killinger, smågrise og gæs. Et barn vækker sin far for at gå på arbejde, men han bliver hjemme, og de to hygger sig sammen. Fabrikken står stille og fuglene flytter ind. Børnene leger og fabrikkens direktør iført høj hat er frustreret. Arbejderne formulerer deres krav: 8 timers arbejdsdag, retfærdig behandling fra administrationens side, 30 % lønstigninger og 6 timers arbejdsdag for mindreårige. Aktionærerne drøfter med direktøren arbejdernes kravene, der læses op. De afviser kravene under deres diskussion, mens de ryger cigarer og drikker. Formodentlig på ordre fra aktionærerne griber politiet ind mod arbejderne, der fredeligt sætter sig ned for at protestere. På mødet blandt aktionærerne repræsenterer en citronpresser metaforisk, hvad aktionærerne agter at gøre ved de strejkende, og da en presset citron lander på en af aktionærernes sko, bruger de arbejdernes brev som en klud til at tørre op med.
Fjerde del - Strejken trækker ud
Scener med køer foran en butik, der er lukket, og en baby, der har brug for mad. En kvinde er frustreret over sin mand, der ikke tjener penge og bare ligger derhjemme, parret skændes, og kvinden forlader hjemmet. En anden mand gennemroder sit hjem for at finde noget han kan sælge og gør sin familie vred og ked af det. Med et offentligt brev afviser aktionærerne arbejdernes krav. Ved hjælp af et skjult kamera i et lommeur fotograferer en spion ved navn "Ugle" en person, der stjæler brevet. Billederne overføres til en anden spion. Manden, der fjernede brevet bliver slået, taget til fange og slået igen.
Femte del - Provokation til nederlag
Scenen åbner med døde katte dinglende fra en en byggeruin. En karakter introduceres, "Tyvekongen", hvis trone er en forladt bil midt i en bunke affald. Han er leder et samfund, der lever i store nedgravede tønder. Efter aftale med en af zarens politiagenter hyrer "Kongen" et par provokatører fra sit samfund til at rasere, plyndre og nedbrænde en vinhandel. En menneskemængde samles ved branden, og der bliver slået alarm. Folkemængden trækker sig tilbage for ikke at blive provokeret, men bliver alligevel angrebet af brandmænd med deres slanger.
Sjette del - Likvidation
Guvernøren sender militæret ind. Et barn går ind under soldaternes heste, og hans mor løber efter ham for at redde ham ud, og soldaterne pisker løs på kvinden. Optøjer opstår, og folkemængden jages af sted gennem en række porte og barrierer på vej mod smedjen og derefter til deres lejligheder. Folkemængden jagtes af soldaterne, der pisker dem, der ikke når væk. En politimand myrder et lille barn. Arbejderne bliver drevet ind på en mark af hæren og bliver mejet ned af skud samtidig med, at der krydsklippes til en okse, der slagtes.

## Medvirkende
- Maksim Shtraukh — Politispion
- Grigorij Aleksandrov — fabriksformand
- Mikhail Gomorov — Arbejder
- I. Ivanov — Politichef
- Ivan Kljukvin — Revolutionær
- Aleksandr Antonov — Medlem af strejkekomitéen
- Judif Glizer — Tyvenes Dronning
- Anatoli Kuznetsov
- Vera Janukova
- Vladimir Uralskij
- Misha Mamin

## Produktion

### Forberedelser
En indspilningen af Strejke havde Eisenstein primært arbejdet med eksperimenterende teater som direktør på Teater Proletkult. Boris Mikhin, direktør for Goskino studierne, ønskede at tilknytte Eisenstein til sine film, men Proletkult ønskede at holde på ham. Parterne forhandlede og blev enige om en løsning; en filmserie kaldet "På vej mod proletariatets diktatur". Filmserien var tænkt som et historisk panorama med fokus på den russiske arbejderklasses erfaringer i den præ-revolutionære periode. De syv planlagte film i serien var Geneve-Rusland, Undergrund, Majdagen, 1905, Strejke, Fængselsoprør og flugt og Oktober.
Af disse film blev 1905 og Strejke anset som havende mest appel til masserne. Strejke blev udvalgt til at blive indspillet først som en co-produktion mellem Proletkult og Goskino. En af episoderne fra 1905 blev senere udvidet til at danne grundlag for Eisensteins anden film Panserkrydseren Potemkin. Manuskriptet blev skrevet af Valerian Pletnjov, Grigorij Aleksandrov, Ilja Kravtjunovskij og Eisenstein. De benyttede sig af erindringer fra bolsjevikker og historiske dokumenter som kilde til filmens manuskript.

### Præ-produktion
Lederen af Goskinos studier, Boris Mikhin, introducerede Eisenstein til filmfotografen Eduard Tisse, der havde begyndt sin karriere som kameramand på ugerevyer under Den Russiske Borgerkrig. Eisenstein brugte flere måneder på at studere tidligere arbejdskampe. Han interviewede strejkende og aktivister, besøgte fabrikker og læste Émile Zolas roman Germinal. Han arbejdede med filmens manuskript med Esfir Shub i hendes hus.
Mange af de medvirkende i filmen kom fra Teater Proletkult, resten fra Goskinos øvrige skuespillere. Statisterne var fabriksarbejdere på fabrikker i Moskva.

### Optagelserne
Indspilningerne begyndte i starten af 1924. Goskinos ledelse var nervøse for, om Eisenstein ville skabe en "meningsløs montage af blikfang". De bad ham om at begynde med prøveoptagelse i Goskinos studier i Moskva. Efter to dages prøveoptagelser besluttede ledelsen af tage Eisenstein af projektet. Først efter Mikhin og Tisse personligt havde garanteret filmens færdiggørelse fik Eisenstein lov til en tredje prøveoptagelse og tilladelse til at fortsætte med produktionen. Under optagelserne skændtes han løbende med studiet om sine store krav til optagelserne, herunder 1.000 ekstra statister til optagelsen menneskemængden i filmens femte del. Det meste af filmholdet afskyede Eisenstein grundet hans minutiøse produktionsproces, men for det meste gik det hen over hovedet på ham.

## Stil og temaer
Strejke benytter Eisensteins princip med "montage af attraktioner". Teknikken blev udviklet under hans tid på teatret og foreskriver, at hver scene skal have et element af overraskelse og intensitet. Hans betydningsfulde essay, Montage af Attraktioner, blev skrevet mellem filmens produktion og dens premiere.
Eisenstein klipning er hurtig, selv sammenlignet med andre sovjetiske instruktører på den tid. Strejke har en gennemsnitlig klip-længde på 2,5 sekund, mindre end halvdelen af en typisk Hollywood film. Der benyttes ofte glidende overgange som visuel effekt mellem klippene. I nogle scener ændres billedformatet. Filmen gør også brug af flere dobbelteksponeringer og klip, hvor en scene åbnes eller afsluttes med en centrering om et bestemt punkt (et "iris shot").
Eisenstein benytter flere forskellige visuelle motiver, der efter at være blevet taget i brug i filmens begyndelse skifter i løbet af handlingen. I begyndelsen benyttes dyr (en ugle, en ræv, en abe etc.) som markør til at identificere politispioner og en ged i en trillebør minder om scenen, hvor en af fabrikkens funktionærer køres i vandet. Ved filmens slutning benyttes slagtningen af en tyr som symbol på den brutale nedkæmpelse af de strejkende arbejdere. I filmen vises kraftig regn, da en af strejkelederne fanges og brandmændene angriber de strejkende med brandslanger. Runde objekter bliver i begyndelsen brugt i sammenhæng med arbejderne i form af roterende hjul og turbiner. Under strejken er hjulene gået i stå og motivet gentages med tønderne, som provokatørerne lever i og i hjulene på en brandbil.

## Udgivelse
Selvom Strejke blev gjort færdig i slutningen af 1924, blev dens udgivelse forsinket grundet mangel på film i Sovjetunionen. Filmen fik premiere ved en lukket visning i Leningrad den 1. februar 1925. Den første visning for offentligheden fandt sted den 9. marts og biografpremiere den 28. april. I årene efter sin første udgivelse modtog Strejke  begrænset international opmærksomhed, og filmen blev kun vist i Tyskland og Østrig. Filmen blev genudgivet i 1967 med underlægningsmusik.

## Modtagelse
Filmen blev af Pravda kaldt "vor films første revolutionære værk". Publikums reaktion var dog blandet, og mange brød sig ikke om filmens satire og til tider groteske udtryk. Medarbejdere ved Proletkult kritiserede filmens "overflødige, selvstyrende formalisme og hang til billige tricks". Myndighederne var kritiske over for dens excentricitet og forholdet mellem dens ideologiske indhold og form.
Ved den internationale udstilling for moderne dekorative og industrielle kunster i 1925 i Paris modtog Eisenstein guldmedalje for Strejke. Efter filmens første visning i Storbritannien i 1956 fremhævede anmelderen Ivor Montagu kombinationen af realisme og "fantastisk klovneri", og bemærkede, at "der udspringer en overdådig byge af fyrværkeri: brud med alle konventioner, eksperimenter med metoder, sådan en overflod af nye ting, som man aldrig tidligere har drømt om at se i biografen eller set siden i et enkelt værk; djævelske og vaklende ændringer af humør ... alt i så overvældende mængde". I the New Statesman blev filmens rytmiske klipning knyttet til T. S. Eliots digt The Waste Land.
Vestlige biografgængere genopdagede Strejke i midten af 1960'erne, hvor filmens markante excentricitet begejstrede. I en anmeldelse i Time Out blev filmen beskrevet som Eisensteins "mest seværdige" film.

## Eftermæle og indflydelse
Filmen inspirerede instruktørerne Aleksandr Dovsjenko og Fridrikh Ermler. Dens innovative form inspirerede den russiske sammenslutning "De excentriske skuespilleres fabrik" (ФЭКС), hvor direktør Grigorij Kozintsev udtalte, "Vi må alle se Strejke igen og igen, indtil vi forstår den og gør dens kraft til vor egen."
I USA er Strejke en del af Anthology Film Archives' "Essential Cinema Repertory collection".
Francis Ford Coppola citerede scenen med den slagtede tyr i sin film Apocalypse Now (1979).